# Identitätspolitik
Identitätspolitik (englisch identity politics) bezeichnet eine Zuschreibung für politisches Handeln, bei der Bedürfnisse einer spezifischen Gruppe von Menschen im Mittelpunkt stehen. Angestrebt werden höhere Anerkennung der Gruppe, die Verbesserung ihrer gesellschaftlichen Position und die Stärkung ihres Einflusses. Um die Mitglieder einer solchen Gruppe zu identifizieren, werden kulturelle, ethnische, soziale oder sexuelle Merkmale verwendet.

## Begriffsgeschichte

### Ursprünge
Der Soziologe Frank Furedi sieht die Vorläufer dessen, was inzwischen als Identitätspolitik bezeichnet wird, im späten 18. Jahrhundert. In dieser Zeit habe die Politisierung der Identität ihre Kraft aus der konservativen Reaktion gegen den Universalismus der Aufklärung gewonnen. Wichtige Vertreter des Partikularismus und einer romantischen Verehrung kultureller Identität seien Johann Gottfried Herder in Deutschland und Joseph de Maistre in Frankreich gewesen. Herder zufolge definiere die Kultur jedes Volk, indem sie es mit seiner individuellen Identität und mit einem eigenen Geist ausstatte. Und de Maistre erklärte, es gebe „keinen Menschen an sich“. Die Förderung kultureller Unterschiedlichkeit durch die Gegenaufklärung hatte laut Furedi einen erkenntnistheoretischen Separatismus zur Folge. Die Annahme, dass unterschiedliche Kulturen auf verschiedenen Wegen zur Erkenntnis gelangten, ließ nationale Identitäten erstarren und fungierte als kulturelle Vorstufe der Rassentypologien, die das westliche Denken bis ins frühe 20. Jahrhundert prägten. Auch die Linke artikulierte laut Lea Susemichel und Jens Kastner mit dem Klassenbewusstsein der Arbeiterbewegung des 19. Jahrhunderts identitätspolitische Vorstellungen. Klassenpolitik sei immer auch Identitätspolitik.
Die zeitgenössische Bezeichnung Identitätspolitik hat ihren Ursprung in den USA (identity politics). Aus den neuen sozialen Bewegungen erwuchs dort (und später auch in Europa) ein besonderer Politikstil, mit Argumentationen und Gruppenbildungen, der in einer historisch neuen Weise auf Identitätsbildung zielte. In den USA begannen bereits in den 1980er Jahren marginalisierte Gruppen ein kollektives Bewusstsein zu entwickeln, das auf die individuellen Identitäten ihrer Mitglieder aufbaute. Den Beginn machten die politischen Bewegungen der Afroamerikaner, es folgten ein Teil der Feministinnen, schwule und lesbische Gruppen, dann amerikanische Ureinwohner, Amerikaner asiatischer und hispanischer Herkunft, Alte, Obdachlose, Ex-Psychiatriepatienten, Behinderte und diverse mehr.
Die erste Verwendung der Bezeichnung wird dem Combahee River Collective, einem Kollektiv schwarzer, lesbischer Frauen, zugeschrieben, das 1977 in einem programmatischen Statement schrieb, dass die tiefgreifendste und potenziell radikalste Politik direkt aus der eigenen Identität komme. Sie führen den Begriff folgendermaßen aus:

“Above all else, our politics initially sprang from the shared belief that Black women are inherently valuable, that our liberation is a necessity not as an adjunct to somebody else’s [...]. [...] We realize that the only people who care enough about us to work consistently for our liberation are us. Our politics evolve from a healthy love for ourselves, our sisters and our community [...]. This focusing upon our own oppression is embodied in the concept of identity politics. We believe that the most profound and potentially most radical politics come directly out of our own identity, as opposed to working to end somebody else’s oppression. [...] We reject pedestals, queenhood, and walking ten paces behind. To be recognized as human, levelly human, is enough.”

„Vor allem kam unsere Politik zuerst aus dem gemeinsamen Glauben, dass Schwarze Frauen von Natur aus wertvoll sind und dass unsere Befreiung eine Notwendigkeit ist, kein Zusatz zur Befreiung anderer. [...] Wir stellen fest, dass die einzigen, die sich genug für uns interessieren, um sich konsequent für unsere Befreiung einzusetzen, wir selbst sind. Unsere Politik entspringt einer gesunden Liebe für uns selbst, unsere Schwestern und unsere Gemeinschaft [...]. Dieser Fokus auf unsere eigene Unterdrückung ist verkörpert in dem Begriff der Identitätspolitik. Wir glauben, dass die tiefgreifendste und potentiell radikalste Politik direkt aus unserer eigenen Identität entspringt, im Gegensatz zu der Vorstellung, dass wir dafür arbeiten sollten, die Unterdrückung von jemand anderem zu beenden. [...] Wir weisen Podeste, Königinnentum und Hinterherlaufen zurück. Als menschlich und gleich anerkannt zu werden, ist uns genug.“

Die Autorinnen grenzen sich vom in zeitgenössischen feministischen Kreisen diskutierten lesbischen Separatismus und jedem biologistischen Determinismus ab. Dieser schließe „viel zu viele“ Menschen aus. Sie fordern die Zentrierung der Erfahrung schwarzer Frauen gerade deswegen, weil sie zur Befreiung aller führen werde:

“If Black women were free, it would mean that everyone else would have to be free since our freedom would necessitate the destruction of all the systems of oppression.”

„Wenn Schwarze Frauen frei wären, würde das bedeuten, dass auch alle anderen frei sein müssten, weil unsere Befreiung die Zerstörung aller Systeme der Unterdrückung erfordert.“

### Neuere Debatte
Nach der Wahl Donald Trumps zum amerikanischen Präsidenten im November 2016 betonte die Historikerin Nell Irvin Painter, das Weißsein habe sich jetzt von einer unmarkierten Kategorie, die bis dahin wie selbstverständlich das gesellschaftliche Zentrum besetzt hatte, in eine Kategorie gewandelt, die zielgerichtet mobilisiert werde, um eine politisch und gesellschaftlich privilegierte Position zu sichern. Identitätspolitik sei keinesfalls nur Sache von Afroamerikanern, Latinos, Frauen und LGBTs (Lesbian, Gay, Bisexual, Transgender), sondern auch eine der weißen, heterosexuellen, protestantischen Männer, die damit ihren verloren geglaubten Platz im gesellschaftlichen Zentrum wieder zu festigen suchten. Damit, so Frank Furedi, sei Identitätspolitik „mittlerweile zur Karikatur ihrer selbst geworden“.
Laut dem Philosophen Andreas Urs Sommer wurde das Wort Identitätspolitik bereits im späten 19. Jahrhundert verwendet. Als Beleg verweist er auf eine Äußerung des Rabbiners Israel Goldschmidt aus dem Jahr 1883, der die verbreitete antisemitische Forderung: „Die Juden sollen Deutsche werden!“ als unlogische und unberechtigte „‚Identitäts-Politik‘“ kritisierte.

## Definitionen
Daniela Klimke definiert im Lexikon zur Soziologie Identitätspolitik als einen Begriff der Cultural Studies, der die emanzipatorischen Bewegungen diskriminierter sozialer Gruppen bezeichne, wie etwa die Bürgerrechtsbewegung (Civil Rights Movement) in den Vereinigten Staaten. Identitätspolitik werde von den Betroffenen (beispielsweise Frauen, Schwule, Hindus) auch dadurch betrieben, dass sie stigmatisierende Zuschreibungen (wie etwa „Nigger“ oder „Kanake“) übernehmen, um deren Bedeutung umzukehren. Identitätspolitik könne zur Assimilation an die Identität der Mehrheit führen, wie zum Beispiel die „Homo-Ehe“; sie könne aber auch durch die Überhöhung kultureller Besonderheiten segregierende und fundamentalistische Züge annehmen. Oft werde die Geltungskraft sozialer Unterscheidungsmerkmale (wie etwa Geschlecht oder Hautfarbe) von der Identitätspolitik verstärkt, was dann die unterdrückende gesellschaftliche Hierarchie und die Opferrolle bestätige.
Karsten Schubert und Helge Schwiertz definieren Identitätspolitik aus der Perspektive der politischen Theorie konstruktivistisch, als „politische Praxis marginalisierter Gruppen […], die sich in Bezug auf eine kollektive Identität gegen ihre Benachteiligung durch Strukturen, Kulturen und Normen der Mehrheitsgesellschaft wehren […]. Identitätspolitiken bauen auf geteilten Praktiken, Erfahrungen und Interessen auf, indem sie diese zu etwas Gemeinsamen verknüpfen und kollektive Subjektivität herstellen“. Identitätspolitik ermögliche es Minderheiten erst, Diskriminierungserfahrungen „kritisch [zu] reflektieren und hiervon ausgehend Handlungsmacht [zu] entwickeln, um so über ihre politische Positionierung die bestehende soziale Ordnung infrage zu stellen.“ Weil Identitätspolitik Herrschaftsverhältnisse in Frage stelle, könne sie „als emanzipativ beschrieben werden“, wobei dafür „ein normativer Bezug auf Gleichheit und Freiheit notwendig“ sei.
Allgemeiner definiert Michael Schönhut: Nach seiner Auffassung besteht Identitätspolitik aus Bemühungen, die Wahrnehmung einer kulturellen Kategorie oder Gruppe bei ihren Mitgliedern zu beeinflussen oder die Wahrnehmung seitens anderer zu steuern. Meist gehe es dabei um Ansprüche oder Interessen, die von einer homogenen Gruppe innerhalb nationalstaatlicher Verteilungskonflikte leichter durchzusetzen sind. Identitätspolitik bedeute immer eine bewusst gesetzte Grenzziehung zwischen den Eigenen (die dazugehören) und den Anderen (die ausgeschlossen sind, vgl. Othering). Ein wichtiges Element sei dabei die Festschreibung des Anderen auf seine Andersartigkeit bzw. des Eigenen auf seine ursprüngliche Wesenheit, wobei innere Differenzen nivelliert würden.

Unter Einbeziehung „rechter Identitätspolitik“ definiert Lorenz Abu Ayyash: Der Begriff stehe
„zunächst für die Ausrichtung politischen Handelns an Interessen von Menschen, die anhand von Kategorien wie Klasse, Geschlecht, Herkunft oder sexuelle Orientierung zu einer Gruppe zusammengefasst werden. Derartige Kategorien bedeuten immer auch eine bewusste Grenzziehung, die den Ausschluss des ‚Anderen‘ impliziert. Mit einer solchen Grenzziehung zwischen dem ‚wahren Volk‘ und der ‚korrupten Elite‘ war rechte Identitätspolitik zuletzt in vielen Ländern bei Wahlen erfolgreicher als linke.“

## Rezeption und Kritik
Für Francis Fukuyama fiel die Krise der Linken in den letzten Jahrzehnten mit ihrer Hinwendung zu Identitätspolitik und Multikulturalismus zusammen. Die Forderung nach Gleichheit sei für die Linke weiterhin kennzeichnend, doch ihr Programm legte nicht mehr wie einst den Nachdruck auf die Lebensbedingungen der Arbeiterschaft, sondern auf die Wünsche eines ständig größer werdenden Kreises ausgegrenzter Gruppen. Für manche Linke sei die Identitätspolitik zu einem billigen Ersatz für ernsthafte Überlegungen geworden, wie der seit 30 Jahren andauernde Trend sozialökonomischer Ungleichheit in den meisten liberalen Demokratien umgekehrt werden könne. Schon 1998 hatte Slavoj Žižek ähnlich argumentiert: Die postmoderne Identitätspolitik der partikularen (ethnischen, sexuellen und anderer) Lebensstile passe perfekt zu einer entpolitisierten Idee der Gesellschaft. Russell A. Berman sieht in der Identitätspolitik auch eine Ähnlichkeit zur Strategie Teile und Herrsche des verwaltenden Staates. Durch Identitätspolitik würden sich soziale Bewegungen immer weiter fragmentieren.
Auch äußern Kritiker wie Walter Benn Michaels oder Sahra Wagenknecht, letztere in ihrem Buch Die Selbstgerechten, den Verdacht, dass es sich bei Identitätspolitik um die „Artikulation milieuspezifischer Präferenzen von ökonomisch Privilegierten“ handele.
Unter Bezugnahme auf Walter Benjamins These von 1936, dass die faschistische „Ästhetisierung der Politik“ den Wunsch der Ausgebeuteten bediene, sich ästhetisch ausdrücken und zeigen zu können, z. B. auf Militärparaden oder im Massensport, formuliert auch der spanische Philosoph José Luis Pardo von der Universität Complutense Madrid die These, dass der Staat nach der Finanzkrise von 2008 bis 2012 die Politik einer sozialen Angleichung und Gleichstellung aufgegeben habe zugunsten der Förderung einer Identitätspolitik, die als eine rein symbolische Politik wesentlich billiger sei. Als wichtigstes Forum dafür sieht Pardo die sozialen Netze an, die aber die Ungleichheit nur demagogisch kaschieren und dem Konsensgedanken schaden könnten.
Christoph Jünke betont dagegen, dass Identitätspolitik Schutz vor der herrschenden Mehrheit und Quelle von Selbstbewusstsein sein könne. Damit sei sie ein geradezu notwendiger Ausgangspunkt jeder Politisierung und notwendige Vorbedingung politischer Selbstorganisation und Behauptung: „Menschen werden sich ihrer sozialen, kulturellen, nationalen oder politischen Besonderheit, der damit oftmals verbundenen Ungerechtigkeit und den Möglichkeiten der Gegenwehr bewusst.“ Andererseits könne Identitätspolitik von den Herrschenden ausgenutzt werden für die Zwecke ihrer Herrschaft. Sie könne in die bestehende Gesellschaft integriert werden, wenn es gelingt, die verschiedenen identitätspolitischen Gruppen gegeneinander auszuspielen und sie als solche partiell anzuerkennen. Die identitätspolitischen Gruppen setzten sich dieser Gefahr selbst aus, wenn sie sich ausschließlich als solche, das heißt abgrenzend gegen andere, definieren. Ihr Kampf um gesellschaftliche Anerkennung im Hier und Jetzt, um gesellschaftliche Teilhabe tendiere unter den herrschenden Verhältnissen dazu, sich auf Kosten anderer zu bevorteilen, wenn nicht auch jene gesellschaftlichen Grundlagen in Frage gestellt und politisch angegriffen würden, deren ureigenstes Produkt sie selbst sind.
Der amerikanische Philosoph Richard Rorty argumentiert, die Vertreter einer kulturalistischen Linken „spezialisierten sich auf eine sogenannte ‚Politik der Differenz‘ oder ‚der Identität‘ oder ‚der Anerkennung‘: Diese kulturelle Linke beschäftigt sich mehr mit dem Stigma als mit dem Geld, mehr mit tiefliegenden und verborgenen psychosexuellen Motiven als mit prosaischer und offensichtlicher Habsucht.“ Die von ihnen ersehnte Gemeinschaft konstituiere sich in fortwährenden Identitätskämpfen. Es gehe aber darum, verfestigte Identitäten aufzubrechen.
Dieser Vorbehalt wird aktuell vom amerikanischen Politikwissenschaftler Mark Lilla zugespitzt. Er bezeichnet Identitätspolitik in den USA als „katastrophal schlechte Basis für demokratische Politik“; in den letzten Jahren sei „der amerikanische Linksliberalismus über den Fragen ethnischer, geschlechtlicher und sexueller Identität in eine Art moralischer Panik verfallen, die seine Botschaft verzerrt und ihm damit die Möglichkeit verbaut hat, zu einer einigenden, regierungsfähigen Kraft zu werden.“ Lilla macht die Identitätspolitik der Linken für den Wahlsieg Donald Trumps verantwortlich. Nancy Fraser ergänzt hierzu, dass nicht die Identitätspolitik an sich, sondern ihre Allianz mit dem Neoliberalismus das Problem sei, was sie den „progressiven“ Neoliberalismus nennt. Trumps Wähler im Rust Belt hätten nicht in erster Linie gegen die Gleichstellung benachteiligter Gruppen gestimmt, sondern gegen Sozialabbau.
Solchen Einwänden begegnen Emma Dowling, Silke van Dyk und Stefanie Graefe mit der Einschätzung, das Wort Identitätspolitik sei in der aktuellen Debatte zu einer allgegenwärtigen Chiffre für die Probleme der Linken und ihre Verantwortung für den Erfolg der Neuen Rechten avanciert. Den Vorwurf, Identitätspolitik sei partikularistisch und würde damit den Universalismus der Kämpfe um soziale Gerechtigkeit unterminieren, weisen sie zurück. Der ursprüngliche Impuls vieler sozialer Bewegungen, die heute als „identitätspolitisch“ gelabelt würden, sei durchaus gesamtgesellschaftlich gewesen. Mit Patricia Purtschert argumentieren sie, Identitätspolitik bedeute in diesen Fällen gerade nicht, „dass sich eine gesellschaftlich abgesonderte Gruppe mit ihren spezifischen Problemen beschäftigt, sondern dass aus einer marginalisierten Perspektive Missstände aufgezeigt werden, die mitten ins Herz der Gesellschaft führen“. Die Autorinnen räumen jedoch ein, dass die Betonung partikularer Identitäten mitunter zum Selbstzweck werde und damit den gesamtpolitischen Impuls verliere.
Nikolai Huke betont die Erfolge identitätspolitisch gerahmter feministischer, schwul-lesbischer oder antirassistischer Bewegungen und sieht in der Chiffre „Identitätspolitik“ auch ein Feindbild konservativer Akteure, das eine diffamierende Funktion habe. Der Diskurs um Identitätspolitik auf der konservativen Seite steht für ihn in einem engen Zusammenhang zu moralischen Paniken, politischer Korrektheit als „konservativem Kampfbegriff“ und der gegen Aufklärung gerichteten Figur des gesunden Menschenverstands.
Volker Weiß bemerkt, dass sich die politische Rechte die identitätspolitischen Schlagworte angeeignet habe. Wenn sexuelle oder ethnische Minderheiten den Schutz ihrer Identitäten einforderten, wollten sie das ebenfalls. So argumentiere der neue „White Nationalism“ in den USA, den die hiesige Rechte aufmerksam beobachte. Man wolle eine räumliche Segregation, einen „Safe Space“ für nichtjüdische Weiße. Die Botschaft nach außen sei einfach: „Wenn ihr die kulturellen Eigenarten der Zuwanderer nicht hinterfragt, dann wollen wir auch keine Kritik mehr an unseren, sondern ebenfalls ‚Respekt‘.“ Die Rechte habe erkannt, dass dieser Diskurs einer allumfassenden Achtsamkeit das Ende jeder Gesellschaftskritik wäre, das Ende der Linken.
Samuel Salzborn kritisiert die „kollektiv-repressive“ Identitätspolitik, wie er sie etwa in den Critical-Whiteness-Ansätzen (Kritische Weißseinsforschung) am Werk sieht, als nahezu identisch mit völkischen Konzepten der extremen Rechten: Es werde nicht mehr pluralistisch über Ziele und Inhalte diskutiert, vielmehr reduziere diese Identitätspolitik „alles und jeden auf eine vermeintliche Identität und hierarchische, antiemanzipative Vorstellungen von irreversiblen ‚Sprechorten‘ innerhalb von Gesellschaften“. Der Kampf um Identitäten ersetze „Emanzipation durch Repression“.
Thomas Biebricher bezweifelt, dass sich die Vertreter der Identitätspolitik auf Poststrukturalisten wie Michel Foucault und Jacques Derrida berufen können, die ihnen im Gegenteil wohl Essenzialismus vorgeworfen hätten. Dazu zitiert er ein Interview Foucaults aus dem Jahr 1982: „Unsere Selbstverhältnisse dürfen nicht solche der Identität sein, sondern der Differenzierung, der Neuschaffung und der Innovation. Immer das gleiche zu sein ist wirklich langweilig.“
Karsten Schubert und Helge Schwiertz argumentieren hingegen auf der Basis poststrukturalistischer und radikaldemokratischer Theorie, dass politische Identitäten nicht essentialistisch gegeben sind, „sondern aus sozialen und politischen Konstruktionsprozessen hervorgehen; dass sie aktiv durch politische (Sub-)Kulturen und Bewegungen hergestellt, erlernt und praktiziert werden.“ Dabei sei die ständige Kritik von Essentialisierungen und Ausschlüssen „der Identitätspolitik inhärent“.